# Acquin-Westbécourt
Acquin-Westbécourt és un municipi francès situat al departament del Pas de Calais i a la regió dels Alts de França. L'any 2007 tenia 665 habitants.

## Demografia

### Població
El 2007 la població de fet d'Acquin-Westbécourt era de 665 persones. Hi havia 245 famílies de les quals 54 eren unipersonals (29 homes vivint sols i 25 dones vivint soles), 79 parelles sense fills, 104 parelles amb fills i 8 famílies monoparentals amb fills.
La població ha evolucionat segons el següent gràfic:
Habitants censats

### Habitatges
El 2007 hi havia 272 habitatges, 248 eren l'habitatge principal de la família, 10 eren segones residències i 14 estaven desocupats. Tots els 272 habitatges eren cases. Dels 248 habitatges principals, 201 estaven ocupats pels seus propietaris, 34 estaven llogats i ocupats pels llogaters i 13 estaven cedits a títol gratuït; 7 tenien dues cambres, 46 en tenien tres, 75 en tenien quatre i 120 en tenien cinc o més. 234 habitatges disposaven pel capbaix d'una plaça de pàrquing. A 97 habitatges hi havia un automòbil i a 112 n'hi havia dos o més.

### Piràmide de població
La piràmide de població per edats i sexe el 2009 era:
| Homes | Edats   | Dones |
| ----- | ------- | ----- |
| 0     | 95 o +  | 4     |
| 4     | 90 a 94 | 0     |
| 4     | 85 a 89 | 8     |
| 4     | 80 a 84 | 12    |
| 8     | 75 a 79 | 12    |
| 12    | 70 a 74 | 8     |
| 16    | 65 a 69 | 12    |
| 12    | 60 a 64 | 20    |
| 16    | 55 a 59 | 12    |
| 24    | 50 a 54 | 12    |
| 36    | 45 a 49 | 32    |
| 8     | 40 a 44 | 16    |
| 20    | 35 a 39 | 32    |
| 8     | 30 a 34 | 12    |
| 44    | 25 a 29 | 16    |
| 12    | 20 a 24 | 20    |
| 20    | 15 a 19 | 24    |
| 20    | 10 a 14 | 28    |
| 16    | 5 a 9   | 28    |
| 8     | 0 a 4   | 28    |

## Economia
El 2007 la població en edat de treballar era de 441 persones, 317 eren actives i 124 eren inactives. De les 317 persones actives 283 estaven ocupades (173 homes i 110 dones) i 35 estaven aturades (15 homes i 20 dones). De les 124 persones inactives 22 estaven jubilades, 53 estaven estudiant i 49 estaven classificades com a «altres inactius».

### Ingressos
El 2009 a Acquin-Westbécourt hi havia 259 unitats fiscals que integraven 708 persones, la mediana anual d'ingressos fiscals per persona era de 16.396 €.

### Activitats econòmiques
Dels 22 establiments que hi havia el 2007, 1 era d'una empresa alimentària, 3 d'empreses de construcció, 3 d'empreses de comerç i reparació d'automòbils, 2 d'empreses de transport, 2 d'empreses d'hostatgeria i restauració, 2 d'empreses financeres, 1 d'una empresa immobiliària, 3 d'empreses de serveis, 1 d'una entitat de l'administració pública i 4 d'empreses classificades com a «altres activitats de serveis».
Dels 6 establiments de servei als particulars que hi havia el 2009, 1 era un taller de reparació d'automòbils i de material agrícola, 1 establiment de lloguer de cotxes, 1 electricista, 1 empresa de construcció i 2 perruqueries.
L'únic establiment comercial que hi havia el 2009 era una fleca.
L'any 2000 a Acquin-Westbécourt hi havia 22 explotacions agrícoles que ocupaven un total de 1.232 hectàrees.

## Equipaments sanitaris i escolars
El 2009 hi havia una escola elemental integrada dins d'un grup escolar amb les comunes properes formant una escola dispersa.

## Poblacions més properes
El següent diagrama mostra les poblacions més properes.